# Машир Марія Іванівна
Марі́я Іва́нівна Маши́р (нар. 19 лютого 1890, Умань — пом. 31 жовтня 1944, Чикаго) — українська оперна співачка (ліричне сопрано), драматична акторка, режисерка. Виступала в Театрі Миколи Садовського, Казанському оперному театрі, театрі «Чикаґо Сівік Опера Хауз». Одна з найуспішніших представниць української еміграції в США.

## Життєпис
Народилася 19 лютого 1890 року в Умані (нині — Черкаська область) в сім'ї Івана Машира (згодом — повітовий староста Уманщини часів гетьмана Скоропадського) і Барбари з співочого роду Борових. Талант співачки успадкувала від матері.
Ще в дитинстві навчалася в Музично-драматичну школу Миколи Лисенка (клас Олени Муравйової), після закінчення в 1909 почала виступати в Театрі Миколи Садовського, переважно в операх, під началом керівника оперного відділу Семена Бутовського.
У театрі Садовського Марія виконувала партії Оксани («Запорожець за Дунаєм» С. Гулака-Артемовського), Наталки («Наталка Полтавка» М. Лисенка), Катерини («Катерина» М. Аркаса), Гальки («Галька» С. Монюшка) і Хіври («Сорочинський ярмарок» М. Мусоргського), а у 1912 році стала першою виконавицею партії Панночки в опері «Ноктюрн» Миколи Лисенка. Згадували, що за «три дні до своєї смерти ґеній стрінув Марію Машир та сказав їй, що він написав саме для неї у „Ноктурні“ ролю „панночки“».
1916–1918 — солістка Казанського театру опери та балету. Виконувала партії Тетяни («Євгеній Онєгін» П. Чайковського), Аїди, Леонори («Аїда», «Трубадур» Дж. Верді) та Недди («Паяци» Р. Леонкавалло).
В умовах громадянської війни вирішила повернутись в Україну, але мусила це робити через схід і Сибір. «Спочатку добилась на Зелений Клин. У Владивостоці враз з Миколою Карлашом вони зорґанізували український театр. Грали у Владивостоці, Хабаровську, Усурійську, Харбіні ввесь найкращий український репертуар. „Катерину“ Аркаса ставили 15 разів підряд. Зелений Клин цінив українську оперу.»
1921 — у складі оперної трупи прибуває до США і згодом оселяється в Нью-Йорку.
З 1923 виступає в Українському національному хорі на запрошення Олександра Кошиця. З цим колективом побувала на гастролях в Аргентині, Чилі, Перу, Колумбії, Венесуелі, Кубі та Мексиці. У турне Машир познайомилася з хористом Юрієм Бенецьким, з яким одружилася.
З 1925 виступає в Українському професійному театрі при Українському народному домі в Нью-Йорку. Там серед її партнерів були відомі земляки Марія Гребінецька, Михайло Гребенецький, Петро Ординський, перший чоловік Микола Карлаш. 8 лютого 1925 Машир виконала партію Одарки в опері «Запорожець за Дунаєм» С. Гулака-Артемовського, хоча раніше у Києві виконувала партію Оксани. Тоді ж виступала і з сольними концертами.
У 1926–1927 Олександр Кошиць відновив виступи Національного хору і знову запросив до участі в ньому Марію Машир. В цей час з її записами вийшли кілька платівок, зокрема у 1927 на студії «О'кей» були записані такі пісні як: «Коли б мені, Господи», «Карі очі», «Чого вода каламутна», «Гандзя», «Ой, казала мені мати», «Стоїть гора високая», «Віють вітри», «Баламути», «Реве та стогне Дніпр широкий», «Як пішла я по суниці в ліс», «Коли б мені така молодиця» (1928, в дуеті з Юрком Басманівим).
1927 — Марія Машир очолює народний театр, де також співає і виконує обов'язки режисерки. За її керівництва театр поставив «Катерину» М. Аркаса, «Наталку Полтавку» та «Ноктюрн» М. Лисенка, «Запорожця за Дунаєм» С. Гулака-Артемовського, «Сорочинський ярмарок» М. Мусоргського.
1929 — з чоловіком Юрієм Бенецьким і донькою Марією переїхала до Чикаго, підписавши контракт з «Чикаґо Сівік Опера Хауз». В цьому театрі співала поруч з такими зірками як Тіто Скіпа, Роза Райза, Форрест Ламонд, Джон Томас, Мері Ґарден та ін. Востаннє на сцені цього театру Марія Машир виступила 1939 року в опері «Князь Ігор» П. Бородіна.
В Чикаго виступала в Українському національному хорі Юрія Бенецького, який двічі (1931 і 1932) отримував золоті медалі на фестивалях штату Іллінойс, а 1933 року виступив з самостійною програмою на виставці народів світу в Чикаґо. Хор часто виступав на радіо.
Померла Марія Машир 31 жовтня 1944. Похована на цвинтарі Елмвуд (Рівер Гров, штат Іллінойс).